# La Chaussée-Tirancourt
La Chaussée-Tirancourt är en kommun i departementet Somme i regionen Hauts-de-France i norra Frankrike. Kommunen ligger i kantonen Picquigny som tillhör arrondissementet Amiens. År 2022 hade La Chaussée-Tirancourt 693 invånare.

## Befolkningsutveckling
Antalet invånare i kommunen La Chaussée-Tirancourt
| Referens: INSEE |